# パックンマックン・海保知里の英語にThank you!
『パックンマックン・海保知里の英語にThank you!』（パックンマックン・かいほちさとのえいごにサンキュー）は、TBSラジオで放送されていたラジオ番組。2011年7月4日放送開始、2013年3月25日終了。

## 概要
パックンマックンをメインパーソナリティとし、実用英語技能検定3級程度を身につけることを想定した番組。パックンマックンのパックンが英語による日本の情報発信サポーター役、マックンはリスナー代表として日本から、放送当時ニューヨーク在住だった海保知里は日米主婦代表としてニューヨーク市からの発信役として出演。収録にあたっては日米を繋げての二元発信で行っている。
内容としては、日本の文化や観光スポットなどを取り上げて英検3級程度の英語で表現したり、リスニングをクイズにしてみたりしながら英語に親しむようなものになっている。
毎週月曜日の放送終了後(日本時間18:30過ぎ)に配信しているポッドキャストは、常に安定した人気を誇り、iTunes Store内の『人気Podcastランキング』では、番組開始1ヶ月で一時期、首位に輝いた。このランキングは、日本における人気チャートではあるが、数多あるコンテンツの中で、開始1ヶ月のプログラムがランキング上位の常連になることは異例であり、快挙といえる。
また2011年12月、米Appleは2011年を振り返り、人気のiPhone向けアプリケーションなどを紹介する『iTunes Rewind 2011』を発表。番組のポッドキャストは『Appleが選ぶ!今年のベストpodcast』に選ばれた。
2013年には番組本（後述）を発売。そして同年春をもって、番組終了。

## 放送時間
- 毎週月曜日 18:00 - 18:30

## 出演者
- パックンマックン　（漫才コンビ）
- 海保知里　（元TBSアナウンサー、現在はフリーアナウンサー）

## 番組コーナー
オープニング
主にリスナーからのメールに答えたり、海保のニューヨーク情報を紹介している。
In English, please!
「英語で言ってみる！説明する！」をテーマに、外国人に日本の文化や観光名所、料理などを英語で質問されても大丈夫なように、英語表現を考えるコーナー。
聞き耳リスニングクイズ！
英文をリスニングするコーナー。パックンが英語でクイズを出題、マックンが答える。
全てのコーナーが「iTunes Store」や「らじこん」で配信されている。

## 関連書籍
- パックンマックン★海保知里の笑う英作文〜ニッポンを英語で言ってみよう!（扶桑社刊）2013年3月10日出版 ISBN 9784594067878